# Мургаш (община Куманово)
Вижте пояснителната страница за други значения на Мургаш.
Мургаш (на македонска литературна норма: Мургаш; на албански: Mugrashi) е село в Северна Македония, в община Куманово.

## География
Селото е разположено в областта Овче поле в северното подножие на планината Манговица. Намира се от дясната страна на Крива река и е от разпръснат тип на надморска височина от 500 до 620 m. От източната му страна е ридът Кула с надморска височина от 854 m.

## История
В османски данъчни регистри на немюсюлманското население от вилаета Кратова от 1618-1619 година селото е отбелязано, че Мургаш има с 36 джизие ханета (домакинства).
Църквата „Света Параскева“ („Света Петка“) е от XVI – XVII век.
В края на XIX век Мургаш е българско село в Кумановска каза на Османската империя. Според статистиката на Васил Кънчов („Македония. Етнография и статистика“) от 1900 година Мургаш е село, населявано от 362 жители българи християни.
Според патриаршеския митрополит Фирмилиан в 1902 година в селото има 4 сръбски патриаршистки къщи. Три години по-късно цялото християнско население на селото е под върховенството на Българската екзархия. По данни на секретаря на екзархията Димитър Мишев („La Macédoine et sa Population Chrétienne“) в 1905 година в Мургаш има 416 българи екзархисти и функционира българско училище.
Сръбският войвода Василие Тръбич, който през декември 1905 година води битка в землището на Мургаш със селяни от района, определя селото като българско.
В учебната 1907/1908 година според Йован Хадживасилевич в селото има екзархийско училище.
При избухването на Балканската война в 1912 година 2 души от селото са доброволци в Македоно-одринското опълчение.
Според преброяването от 2002 година селото има 63 жители.
| Националност     | Всичко |
| северномакедонци | 62     |
| албанци          | 0      |
| турци            | 0      |
| роми             | 0      |
| власи            | 0      |
| сърби            | 1      |
| бошняци          | 0      |
| други            | 0      |

## Личности
Родени в Мургаш
- Спасо Димитриев (? – 1913), български революционер, кумановски войвода на ВМОРО, убит от сръбските окупационни власти при избухване на Междусъюзническата война.[11]